# Wrightia indica
Wrightia indica är en oleanderväxtart som beskrevs av Ngan. Wrightia indica ingår i släktet Wrightia och familjen oleanderväxter. Inga underarter finns listade i Catalogue of Life.